# Leslie Marr
Pour les articles homonymes, voir Marr.
Sir Leslie Marr, né le 14 août 1922 à Durham et mort le 4 mai 2021 , est un ancien pilote automobile amateur anglais.

## Biographie
Leslie Marr est un artiste professionnel et gentleman-driver qui a principalement disputé des courses nationales en 1952 et 1953, au volant de sa propre Connaught de Formule 1. 
En 1954, hors-championnat du monde, il termine troisième du Glover Trophy et participe au Grand Prix de Grande-Bretagne où il se classe treizième. En 1955, Leslie Marr, au volant d'une Connaught B, participe à nouveau au Grand Prix de Grande-Bretagne, à Aintree et abandonne sur panne de freins.
Après ces deux seules participations en championnat du monde de Formule 1, il continue de courir dans d'autres catégories.

## Résultats en championnat du monde de Formule 1
| Saison | Écurie | Châssis      | Moteur                 | Pneus  | GP disputé      | Résultat | Classement |
| ------ | ------ | ------------ | ---------------------- | ------ | --------------- | -------- | ---------- |
| 1954   | Privé  | Connaught A  | Lea Francis 4 en ligne | Dunlop | Grande-Bretagne | 13e      | n.c.       |
| 1955   | Privé  | Connaught Bs | Alta 4 en ligne        | Dunlop | Grande-Bretagne | Abandon  | n.c.       |